# Ignacy III (Attiyah)
Ignacy III, nazwisko świeckie Attiyah – prawosławny patriarcha Antiochii w latach 1619–1631.